# Златокудр Іван
Златокудр Іван (справжнє прізвище Врецьона; 7 квітня 1930, м. Винники) — український поет, перекладач.

## З біографії
Народився 7 квітня 1930 року у с. Винники поблизу Львова. 1949 р. закінчив Винниківську середню школу.
Закінчив Львівський зооветеринарний інститут, потім юридичний факультет Вроцлавського університету. У 1959 р. переїхав до м. Куніце (Польща). Друкується в Україні, Польщі, діаспорних виданнях, перекладає твори польських, російських і білоруських поетів.
З 1960 р. він працював в адміністрації державних сільськогосподарських підприємств. 1970 р. письменник закінчив правничі студії у Вроцлаві. А з 1976 р. він виконував функції юрисконсульта агропідприємств.. 

## Творчість
Автор збірок поезій «Народній Польщі» (1975), «Пейзажі» (1981), «Czarnobylska Madonna» (1995), «Barwy chwil» (2000), «Веселки печалі» (2000).
Окремі вірші увійшли до антології «Гомін», що вийшла у Варшаві в 1964
- Златокудр І. Вірші // Гомін. Літературна антологія. — Варшава: Укр. сусп.-культ. Вид-во, 1964. – С. 251–252.
- Златокудр І. Вірші // Березіль.— 1990.— № 8.— С.4-6.
- Златокудр І. Вірші // Березіль.— 1997.— № 5-6.— С.20-22.
- Златокудр І. Вірші, спогади  // Український літературний провулок.— Білосток, 2001.— Т.1.— С.33-42.
- Златокудр І. Вірші, спогади // Український літературний провулок.— Білосток – Криниця – Перемишль – Холм – Більськ Підляський, 2002.— Т.2.— С.43-56.
- Златокудр І. Весною знов заквітне сад: Вірші // Український літературний провулок.— Люблін, 2003.— Т.3.— С.81-83.
- Златокудр І. Моя школа // Український літературний провулок.— Люблін, 2003.— Т.3.— С.154-164.
- Златокудр І. Кольорами нетривожними.— Лігниця: ДОТ, 2009.— 120 с.
- Златокудр І. Листок грозою зірваний: Вірші // Український літературний провулок.— Люблін, 2004.— Т.4.— С.38-47.
- Златокудр І. Спомини: У зеленій підкові винниківських лісів // Український літературний провулок. — Люблін, 2004. — Т.4. — С.206-219.
- Златокудр І. Сниться яблуко в долоні: Вірші // Український літературний провулок.— Білосток, 2005.— Т.5.— С.61-71.
- Златокудр І. Із любовних балад // Український літературний провулок.— Білосток, 2006.— Т.6.— С.72-80.
- Златокудр І. В придорожній тернині: Вірші // Український літературний провулок.— Білосток, 2007.— Т.7.— С.70-79.
- Златокудр І. Навстріч вітрам: Вірші // Український літературний провулок.— Білосток, 2009.— Т.9.— С.23-32.
- Златокудр І. Читаючи листи Дмитра Нитченка // Український літературний провулок.— Білосток, 2009.— Т.9.— С.257-260. [3].